# Mispelchen
Das Mispelchen ist eine hessische Getränkespezialität, welche hauptsächlich in Frankfurter Apfelweinlokalen angeboten wird. Das alkoholische Getränk ist eine Kombination aus dem Apfelbranntwein Calvados und einer eingelegten Frucht, der sogenannten Mispel. Dabei handelt es sich jedoch nicht um die traditionell in der Region verbreitete Echte Mispel, sondern um die Japanische Wollmispel (engl. loquat, span. níspero japonés), welche nicht zur Gattung der Mispeln gehört.
Deren Frucht schmeckt säuerlich-süß, und das Aroma erinnert ein wenig an Äpfel bis hin zum Pfirsich.

## Geschichte
Vermutlich in den 1970er Jahren fingen die Frankfurter Wirte an, ihren Gästen den Apfelbranntwein Calvados mit einer Mispelfrucht anzubieten. Bereits in den 60er Jahren soll Hochprozentiges zum Apfelwein getrunken (vgl. Herrengedeck) und der damals kleine Apfel im Glas Calvados irgendwann durch eine Mispel ersetzt worden sein. Man kannte die Mispel bereits in Verbindung mit Apfelwein, da die Echte Mispel zu früheren Zeiten, für mehr Süffigkeit, dem Apfelwein zum Klären und Haltbarmachen beigegeben wurde.

## Zubereitung
Die japanische Wollmispel blüht im Winter, daher kommt es bei den in Deutschland vorherrschenden Temperaturen in der Regel nicht zur Bildung von Früchten. Stattdessen kommen eingelegte Früchte aus der Dose zum Einsatz, welche typischerweise aus Spanien oder aus Asien stammen. Für ein Mispelchen werden etwa 2 cl Apfelweinbrand sowie die Frucht auf einem Zahnstocher in ein Glas gegeben. Anschließend kann noch etwas Fruchtsaft aus der Dose dazugegeben werden.